# 다나한
다나한(Danahan)은 코스모코스가 보유한 대한민국의 화장품 브랜드이다.
2004년 설립된 자연한방 화장품 브랜드로 천연 한방재료를 원료로 하는 화장품을 생산 및 판매한다.

## 역대 모델
- 한가인 (2004년)
- 구혜선 (2007년~2009년)
- 이다해 (2010년~2012년)
- 한지민 (2012년~2013년)
- 박하선 (2014년~2017년)
- 임수향 (2018년~현재)